# Distretto municipale di Gushegu
Il distretto municipale di Gushegu  (ufficialmente Gushegu Municipal District, in inglese) è un distretto della regione Settentrionale del Ghana.